# Okonomiyaki
L'okonomiyaki (お好み焼き?, O-konomi-yaki, letteralmente okonomi = ciò che vuoi, yaki = alla griglia) è un piatto agro-dolce giapponese che ricorda nella forma il pancake americano. Ve ne sono diverse varianti, fra le quali si distingue quella cucinata nella regione del Kansai, tant'è che spesso l'okonomiyaki viene chiamato la "pizza di Osaka".

## Preparazione
L'impasto comprende fettine di foglie di verza, acqua, farina di grano e uova. A seconda dei gusti, si possono aggiungere altri ingredienti: carne, seppie, gamberetti, ecc. Solitamente si cucina in appositi ristoranti su una piastra calda chiamata teppan. Spesso tale piastra fa parte del tavolo dei commensali o del bancone e viene utilizzata per cuocere l'okonomiyaki direttamente o per mantenere caldo quello cotto nella cucina. Si cucina aiutandosi con delle spatole metalliche per non farlo attaccare al teppan e per tagliarlo quando è pronto. La pietanza si fa anche in casa adoperando normali padelle.

## Storia
Le cucine di Osaka e di Hiroshima si contendono la paternità del piatto. 
Secondo alcune fonti, l'okonomiyaki nacque nell'immediato dopoguerra a Hiroshima come evoluzione di una merenda economica per bambini chiamata issen-yoshoku (一銭洋食? lett. cibo occidentale da una moneta), preparata con gli ingredienti provenienti dagli aiuti umanitari ricevuti dopo la tragica catastrofe provocata dalla bomba atomica.
Secondo altri, fu ad Osaka alla fine degli anni trenta che, analogamente a pietanze tipiche della cucina giapponese chiamate funoyaki, sukesoyaki e yoshokuyaki, si iniziò a cucinarlo prima come una semplice frittella di grano, per aggiungere, con la ripresa economica del dopoguerra, altri alimenti quali la carne, l'uovo ed il cavolo. La maionese fu impiegata per la prima volta nel 1946 da un ristorante di Osaka.

## Okonomiyaki di Osaka

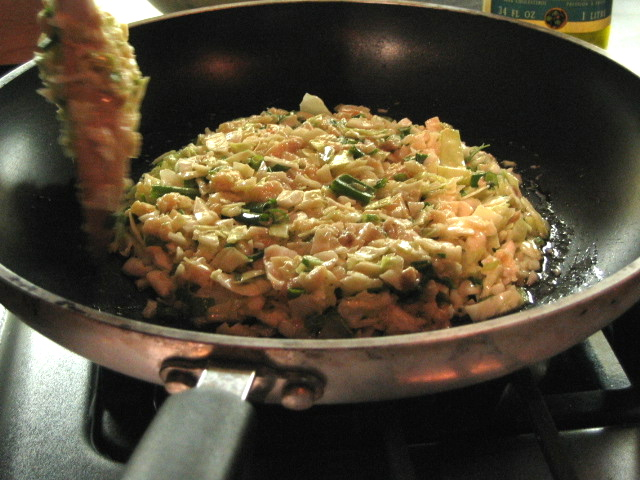
La preparazione in casa

La scelta e la quantità degli ingredienti dipendono dalla versione del piatto. Nella lista che segue, relativa alla ricetta di Osaka, alcuni ingredienti possono essere omessi o sostituiti a seconda degli alimenti a disposizione e dei gusti.
L'impasto è composto da nagaimo grattugiato (un igname tipico della cucina giapponese), polvere di dashi (un brodo da aggiungere all'acqua di impasto), farina di grano setacciata, acqua, uova, tenkasu (fiocchi di farina fritti croccanti), cavolo tagliato a listarelle, fettine di pancetta cruda di maiale, cipolla verde tritata, beni shoga (zenzero tritato ed aromatizzato in salsa di perilla, tipico della cucina giapponese) e sakura-ebi (una varietà di gamberetti liofilizzati che si trova nei mari della prefettura di Shizuoka). Una volta che l'impasto è omogeneo, va messo sulla piastra unta con poco olio e cotto da entrambi i lati. Lo spessore finale delle diverse versioni di okonomiyaki varia tra i 10 ed i 20 mm 
La carne può essere sostituita da frutti di mare o gamberetti, o da una combinazione a piacere. Possono essere impiegate anche verdure.
Esiste una versione del piatto di Osaka con l'aggiunta di cipollotto (ねぎ?, negi) chiamata negiyaki, e un'altra con l'aggiunta di yakisoba, una sorta di spaghetti tradizionali saltati alla piastra, detta modanyaki (モダン焼き? lett. "yaki moderno"). Nei ristoranti specializzati la yakisoba viene spesso cucinata a parte e mangiata in combinazione con l'okonomiyaki.
A cottura ultimata si aggiungono aonori (una varietà di alghe secche giapponesi triturate), katsuobushi (sottili fiocchi di tonnetto striato secco fermentato e affumicato), salsa Otafuku (un condimento denso, scuro e dolciastro) e maionese.

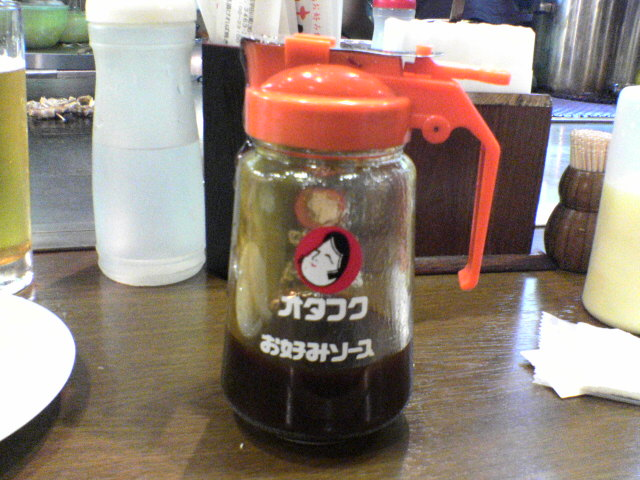
Salsa Otafuku

## Okonomiyaki di Hiroshima
Nella versione di Hiroshima viene cucinata dapprima una bassa crespella, con una parte della pastella che contiene gli stessi ingredienti base dell'okonomiyaki di Osaka. Poi si aggiunge molta più verza, seguita dagli altri ingredienti e dal resto della pastella. Vengono qui impiegati anche i germogli di soia. Spesso il piatto viene ultimato con l'aggiunta di yakisoba e uova strapazzate, cucinate sulla stessa piastra e poi poste su uno o entrambi i lati dell'okonomiyaki. Viene usata una quantità maggiore anche di salsa Otafuku.

## Monjayaki di Tokyo
L'okonomiyaki nello stile di Tokyo, meno popolare dei precedenti, si chiama monjayaki. Le verdure e la carne vengono cotte per prime e poi disposte in un cerchio al cui interno viene messa la pastella. 
Oltre al monjayaki, i ristoranti di Tokyo servono le normali versioni di okonomiyaki.

## Nella cultura di massa
L'okonomiyaki è un elemento della cultura giapponese. Appare spesso in diversi manga e anime, tra i quali:
- Ranma ½, dove Ukyo Kuonji, spasimante del protagonista, è un'esperta di questo piatto: gira sempre con un'enorme spatola e possiede un piccolo locale dove lo cucina.
- Kiss Me Licia, in cui il padre della protagonista è proprietario di un ristorante di okonomiyaki. Tra l'altro, il manga originale è ambientato proprio ad Osaka, città d'origine dell'autrice Kaoru Tada (l'anime, invece, è ambientato a Tokyo). Nella versione italiana il nome del piatto è stato tradotto come "polpette"
- Smile Pretty Cure!, dove una delle protagoniste (Akane Hino) proviene da Osaka e ha i genitori che gestiscono un ristorante di okonomiyaki.
- Nana, dove i genitori di Misato Uehara hanno un ristorante di okonomiyaki ad Osaka, uno dei migliori della città.